# 洛杉矶每日新闻
《洛杉矶每日新闻》（Los Angeles Daily News）是美国加利福尼亚州洛杉矶发行量第二大的付费日报。它是Digital First Media子公司南加州新闻集团（Southern California News Group）的旗舰报。
《洛杉矶每日新闻》办公室位于查茨沃斯，该报的大部分报道都是针对洛杉矶圣费尔南多谷的读者，如圣费尔南多谷的社会经济问题。